# Varbergs BoIS
Varbergs BoIS - Varbergs Boll och Idrottsällskap är verksamt i Varberg, centralort i Varbergs kommun, Hallands län.

## Sektioner
Genom åren har man haft ett flertal grenar på programmet, men verksamheten är nu koncentrerad till fotboll och brottning. Föreningen är numer en alliansförening.
- Fotboll: Varbergs BoIS FC
- Brottning: Varbergs BoIS Brottning

## Historia
Klubben bildades vid möte i Varbergs Folkets Hus den 25 mars 1925. Stommen till den nya klubben var ett kamratgäng i varbergskvarteret Haga, där man tidigare hade startat en fotbollsklubb med namnet Haga Bollklubb. 
Varbergs BoIS FC organiserar sedan tidigare pojkfotboll och startar under hösten 2008 även fotbollsträning för tjejer. Enligt beslut 20 november 2008 ämnade man också göra en seriös satsning på damsidan och ställde upp med ett lag i Division 5 Norra under 2009. Laget avancerade så småningom till division 2, men efter säsongen 2013 lades det ner på grund av spelarbrist.
Varbergs BoIS Brottning har även bildat en så kallad tjejsektion.